# Tsjechië op het Eurovisiesongfestival 2017
Tsjechië nam deel aan het Eurovisiesongfestival 2017 in Kiev, Oekraïne. Het was de 6de deelname van het land aan het Eurovisiesongfestival. ČT was verantwoordelijk voor de Tsjechische bijdrage voor de editie van 2017.

## Selectieprocedure
Net als de voorbije jaren koos de Tsjechische openbare omroep voor een interne selectie om de Tsjechische act voor het Eurovisiesongfestival te kiezen. Op 16 februari 2017 werd duidelijk dat de keuze was gevallen op Martina Bárta. Het nummer waarmee ze naar Oekraïne zal trekken, werd op 7 maart 2017 bekendgemaakt. Het kreeg als titel My turn.

## In Kiev
Tsjechië trad aan in de eerste halve finale, op dinsdag 9 mei 2017. Het land eindigde als dertiende, met 83 punten. Hiermee wist Tsjechië zich niet te kwalificeren voor de finale.
2007 · 2008 · 2009 · 2010-2014 · 2015 · 2016 · 2017 · 2018 · 2019 · 2020 · 2021 · 2022 · 2023 · 2024 · 2025
Albanië · Armenië · Australië · Azerbeidzjan · België · Bulgarije · Cyprus · Denemarken · Duitsland · Estland · Finland · Frankrijk · Georgië · Griekenland · Hongarije · Ierland · IJsland · Israël · Italië · Kroatië · Letland · Litouwen · Macedonië · Malta · Moldavië · Montenegro · Nederland · Noorwegen · Oekraïne · Oostenrijk · Polen · Portugal · Roemenië · San Marino · Servië · Slovenië · Spanje · Tsjechië · Verenigd Koninkrijk · Wit-Rusland · Zweden · Zwitserland